# Röhrmoos
Röhrmoos ist eine Gemeinde im oberbayerischen Landkreis Dachau.

## Geografie

### Lage
Die Gemeinde liegt etwa 25 Kilometer nordwestlich von München in erhobener Lage zwischen Amper- und Glonntal im Tertiäre Donau-Isar-Hügelland.
Unmittelbar angrenzende Gemeinden sind:
|                         | Vierkirchen   |                                                   |
| Markt Indersdorf        | Kompass       | Haimhausen und Fahrenzhausen (Landkreis Freising) |
| Dachau und Schwabhausen | Hebertshausen |                                                   |

### Gemeindeteile
Es gibt 14 Gemeindeteile (in Klammern sind der Siedlungstyp und die ersturkundliche Erwähnung mit dem ursprünglichen Namen angegeben):
- Arzbach (Kirchdorf, 779, Arruzzapah)
- Biberbach (Kirchdorf, 747, Piparpah)
- Durchsamsried (Einöde, 1314, Urchaim)
- Großinzemoos (Pfarrdorf, 779, Inzimos)
- Kleininzemoos (Kirchdorf)
- Mariabrunn (Einöde, 800, Prunna)
- Purtlhof (Weiler, 957, Purtalahova)
- Riedenzhofen (Kirchdorf, 784, Hruodineshofen)
- Röhrmoos (Pfarrdorf, 774, Roraga mussea) und Station (erst ab 1866)
- Rudelzhofen (Weiler, um 1200, Rudalhouen)
- Schillhofen (Einöde, um 1168, Shilinhofen)
- Schönbrunn (Pfarrdorf, 798, Prunnon)
- Sigmertshausen (Kirchdorf, um 860, Sigmaneshusir)
- Zieglberg (Weiler, vor 1809 nur Zieglstadlpersonal und Jägerhaus)

## Geschichte

### Röhrmoos

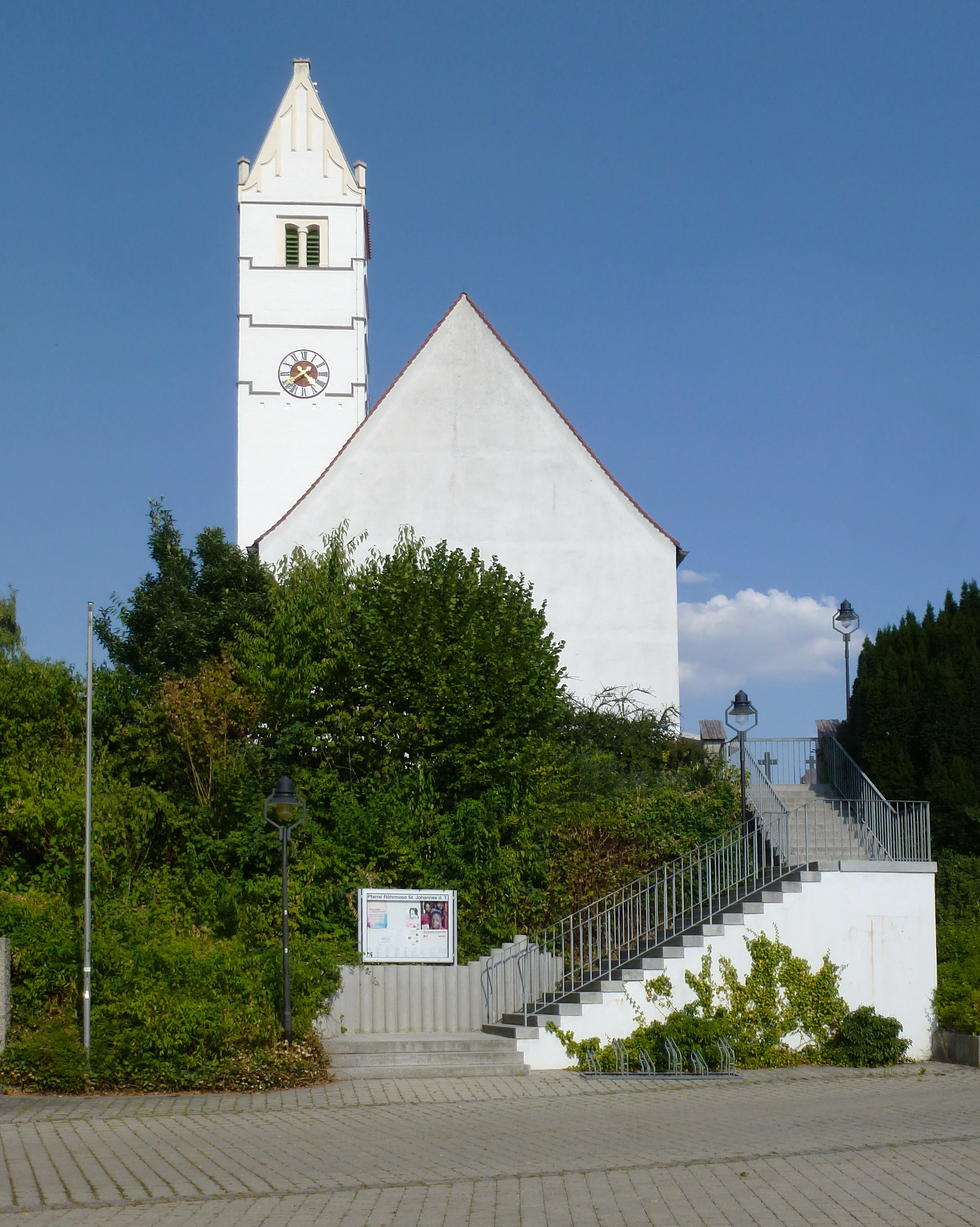
Katholische Pfarrkirche St. Johannes der Täufer

Im Wald nördlich von Riedenzhofen gibt es mehrere Hügelgräber, die auf Kelten, später Römer hinweisen, wie Grabungen aus dem Jahre 2007 ergaben. Auch auf den Höhenzug südlich von Schillhofen befindet sich ein gut sichtbares Hügelgrab.
Der Ort Röhrmoos verdankt seine erste urkundlich belegte Erwähnung im Jahre 774 einer Mordtat als Sippenfehde. Ein anscheinend recht wohlhabender Mann namens Onolf, mit Besitz in „Roraga mussea“ (Röhrmoos), Glonn und Allach, hat durch „räuberische Nachstellung“ seinen Sohn Keparoh verloren. Zum Seelenheil seines ermordeten Sohnes schenkt er sein eigenes Betkirchlein zu Röhrmoos und anderen Besitz der Kirche in Freising. Der ursprüngliche Name Roraga mussea bedeutet so viel wie Moossumpf mit Röhricht.
Im Jahre 1424 wurde die Pfarrei Röhrmoos gegründet.
Röhrmoos gehörte in der frühen Neuzeit zum Rentamt München und zum Landgericht Dachau des Kurfürstentums Bayern.
Der bürgerliche Kornmesser (ein Beamter, der beim Kornverkauf für das Wiegen verantwortlich war) Gregor Märkl aus München, gebürtig aus dem hiesigen „Stidlhof“, lässt in Röhrmoos im Jahre 1799 aus eigenen Mitteln ein Schulhaus errichten.
1818 entstand die heutige politische Gemeinde aufgrund der Reformen des Grafen Montgelas.
Die Eisenbahnlinie München – Ingolstadt wurde 1866/1867 durch Röhrmooser Gemeindegebiet gebaut. Am 7. Juli 1889 kam es im Bahnhof von Röhrmoos an der eingleisigen Strecke München – Ingolstadt zu einem folgenschweren Eisenbahnunfall. Dabei geriet bei einer außerplanmäßigen Kreuzung ein durchfahrender Schnellzug auf ein Stumpfgleis und stieß auf eine Gruppe abgestellter Güterwagen. Zehn Personen wurden getötet, fünf schwer und 19 leicht verletzt. Nach dem Abstellen der Güterwagen war die Weiche nicht zurückgestellt worden.
Tiefflieger- und Bombenangriffe treffen 1944/1945 auch auf Röhrmoos. Die feindlichen Geschwader fliegen nun auch bei Tag über Röhrmooser Gebiet auf München zu. In der Nacht vom 28. auf den 29. April 1945 nehmen die Amerikaner Röhrmoos ein. Viele Heimatvertriebene aus dem Sudetenland, Ungarn und anderen osteuropäischen Ländern trafen zwischen 1945/1946 in Röhrmoos ein.
Im Zuge der Gebietsreform schließt sich im Jahre 1972 Großinzemoos der Gemeinde Röhrmoos an, 1978 folgen Biberbach, Schönbrunn und Sigmertshausen.

### Mariabrunn

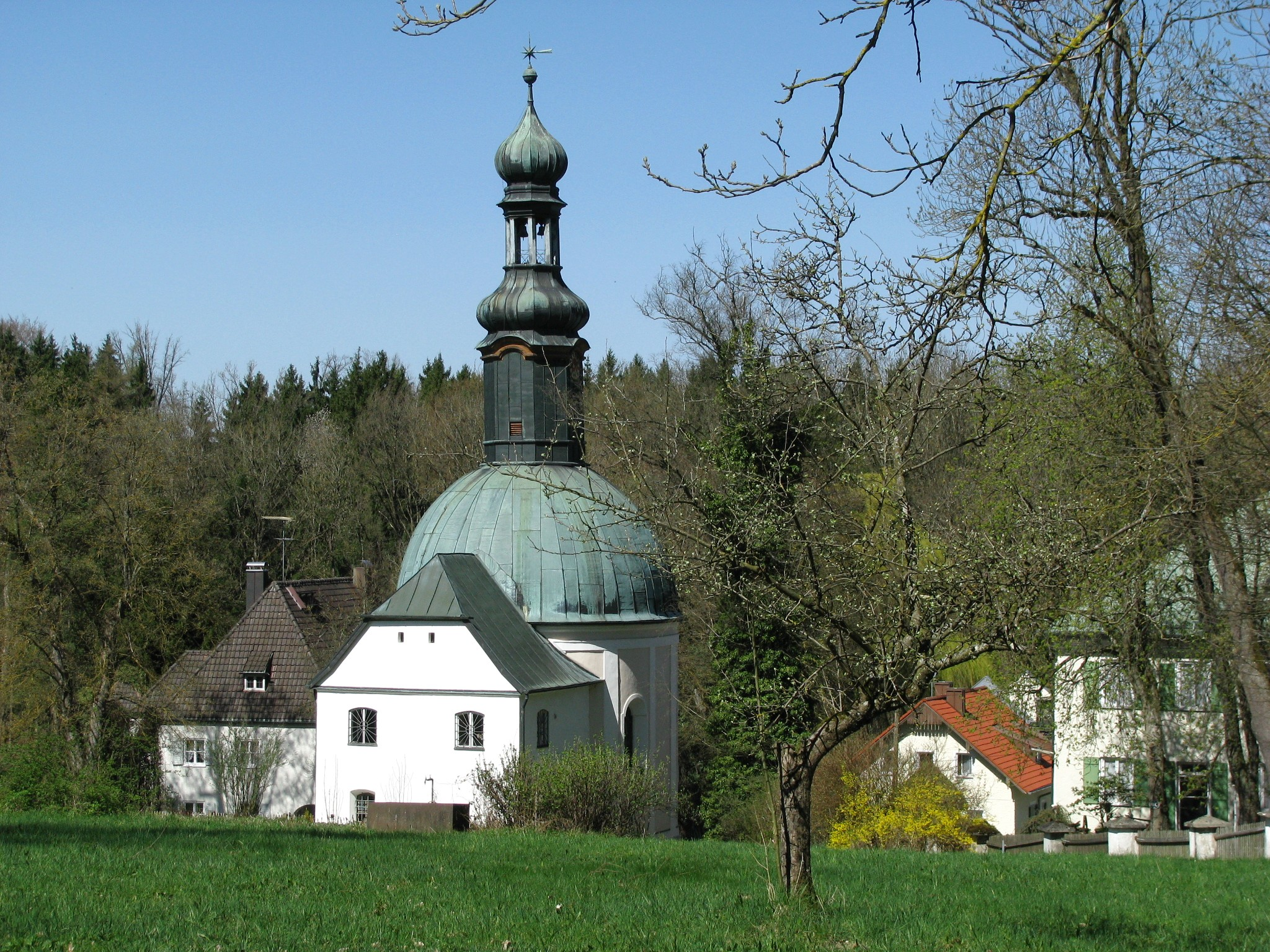
Kapelle in Mariabrunn

Ab 1662 wurde Mariabrunn zu einem wichtigen Wallfahrtsort im Bistum Freising. Im Juli des Jahres 1662 suchte der Mochinger Bauer Stephan Schlairboeck, der im Wald beim heutigen Mariabrunn arbeitete, eine kleine Quelle auf um daraus zu trinken. Kurz darauf berichtete er von einer Wunderheilung seines chronisch schmerzenden Bruches und brachte aus Dankbarkeit bei der Quelle ein Marienbild an. Diese Heilung sprach sich bald in der ganzen Gegend herum und es kamen viele Leidende zur Quelle, in der Hoffnung, durch den Genuss des Wassers gesund zu werden. Auch die Obrigkeit wurde auf die Heilungen von Mariabrunn aufmerksam. Kurfürst Ferdinand Maria ließ eine Kapelle, eine Quelleinfassung und ein Badehaus errichten.  
Ab 1846 wird berichtet, das Anwesen werde nicht mehr als Bad, sondern nur noch als Ökonomiegut betrieben. Ab 1863 wurde Mariabrunn von der „Doktorbäuerin“ Amalie Hohenester gekauft und geleitet. Mit verschiedenen Teesorten, Kräutern, Bädern und Fastenkuren soll sie viele Heilungen erzielt haben. In den damaligen Gästebüchern sind Adelige und reiche Bürger aus ganz Europa verzeichnet, darunter die österreichische Kaiserin Elisabeth, bekannt als Sisi. Ob Elisabeth tatsächlich dort war, ist allerdings nicht eindeutig belegt.
Heute existiert an selber Stelle ein Biergarten.

### Einwohnerentwicklung
Zwischen 1988 und 2021 wuchs die Gemeinde von 5262 auf 6523 um 1261 Einwohner bzw. um 24 %.
| Jahr      | 1961 | 1970 | 1987 | 1995 | 2000 | 2005 | 2010 | 2015 | 2018 | 2021 |
| Einwohner | 4111 | 4400 | 5017 | 5809 | 6029 | 6273 | 6281 | 6429 | 6490 | 6523 |

### Eingemeindungen
| Ehemalige Gemeinde | Einw. (1970) | Datum      | Anmerkung                                                                                    |
| ------------------ | ------------ | ---------- | -------------------------------------------------------------------------------------------- |
| Biberbach          | 344          | 01.05.1978 | Eingliederung von 300 der 344 Einwohner, Umgliederung der anderen Einwohner nach Vierkirchen |
| Großinzemoos       | 514          | 01.01.1972 |                                                                                              |
| Schönbrunn         | 1821         | 01.05.1978 | Ortsteile Durchsamsried, Rudelzhofen und Zieglberg mit eingegliedert                         |
| Sigmertshausen     | 309          | 01.05.1978 |                                                                                              |

Die weiteren Ortsteile gehörte bereits vor der Gebietsreform zur Gemeinde Röhrmoos.

## Politik

### Gemeinderat
Die Kommunalwahlen 2014 und 2020 brachten bei einer Wahlbeteiligung von 61,4 % (2014) beziehungsweise 58,8 % (2020) folgende Ergebnisse:

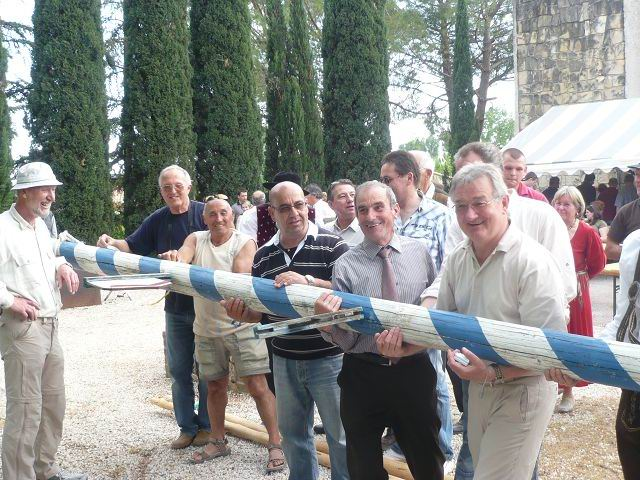
Maibaumniederlegung 2009 in Taradeau

| Partei / Liste          | Stimmenanteil 2014 | Sitze 2014 | Stimmenanteil 2020 | Sitze 2020 |
| CSU                     | 42,3 %             | 8          | 39,8 %             | 8          |
| Grüne                   | -                  | -          | 24,7 %             | 5          |
| Freie Wähler            | 32,6 %             | 7          | 23,8 %             | 5          |
| SPD                     | 12,4 %             | 2          | 11,7 %             | 2          |
| Grüne Unabhängige Liste | 12,6 %             | 3          | -                  | -          |
| Gesamt                  | 100 %              | 20         | 100 %              | 20         |

### Bürgermeister
Erster Bürgermeister ist Dieter Kugler (CSU). Dieser wurde im Jahr 2014 Nachfolger von Hans Lingl (Freie Wähler) und am 15. März 2020 mit 60,1 % der Stimmen bei zwei Mitbewerbern im Amt bestätigt.

### Wappen
| Wappen Gde. Röhrmoos | Blasonierung: „Schild geteilt: Oben vor schwarzem Hintergrund der Rumpf eines goldenen Keilers (männliches Wildschwein), unten vor goldenem Hintergrund drei grüne Schilfrohre mit schwarzen Rohrkolben.“ |
| Wappen Gde. Röhrmoos | Wappenbegründung: Den Keilerkopf führte eine Röhrmooser Adelsfamilie (zwischen 1050 und 1400) im Wappen. Die Rohrkolben (Mooskolben) zeugen von sumpfigem Gelände.                                        |

### Gemeindepartnerschaft
Frankreich: Seit 1991 besteht die Partnerschaft der Gemeinde Röhrmoos mit der südfranzösischen Gemeinde Taradeau bei Le Luc in der Provence. Taradeau mit etwa 1.700 Einwohnern liegt im Départements Var, nicht weit entfernt von der Côte d’Azur bei Nizza und Toulon und ist bekannt für seine Weine, Oliven, Käse und Nougat.
Im Frühjahr 2009 hat der Gemeinderat von Röhrmoos Harald Neumann aus Biberbach zum ehrenamtlichen Partnerschaftsbeauftragten ernannt.
In Taradeau gibt es eine „Rue de Röhrmoos“ und einen bayrischen Maibaum, in Röhrmoos eine „Taradeauer Straße“ und einen original französischen Olivenbaum. In regelmäßigem Rhythmus veranstalten die Franzosen in Röhrmoos einen provenzalischen und die Röhrmooser in Taradeau einen bayrischen Markt, mit Bier, Wurst und Brot aus Bayern sowie Weinen, Oliven und Käse aus der Provence.
Die Bürgermeister Gilbert Galliano aus Taradeau und Dieter Kugler aus Röhrmoos sowie die Partnerschaftsbeauftragten der beiden Gemeinden Albert David und Harald Neumann sind bestrebt, die Partnerschaft im Sinne der Freundschaft zwischen Deutschland und Frankreich und zum Wohle von Taradeau und Röhrmoos weiter zu festigen und auszubauen.
Am 1. Mai 2009 wurde beim Besuch von Bürgern aus Röhrmoos in Taradeau der Maibaum professionell bayrisch niedergelegt, um bei der gemeinsamen Jubiläumsfeier im Jahre 2011 unter dem Jubel der Bevölkerung wieder aufgerichtet zu werden.

## Kultur und Sehenswürdigkeiten
- Katholische Pfarrkirche St. Johannes der Täufer: Turm und Chor spätgotisch, Langhaus im 17. Jahrhundert umgebaut und 1846 erweitert;[15]

### Fischerkirche in Sigmertshausen

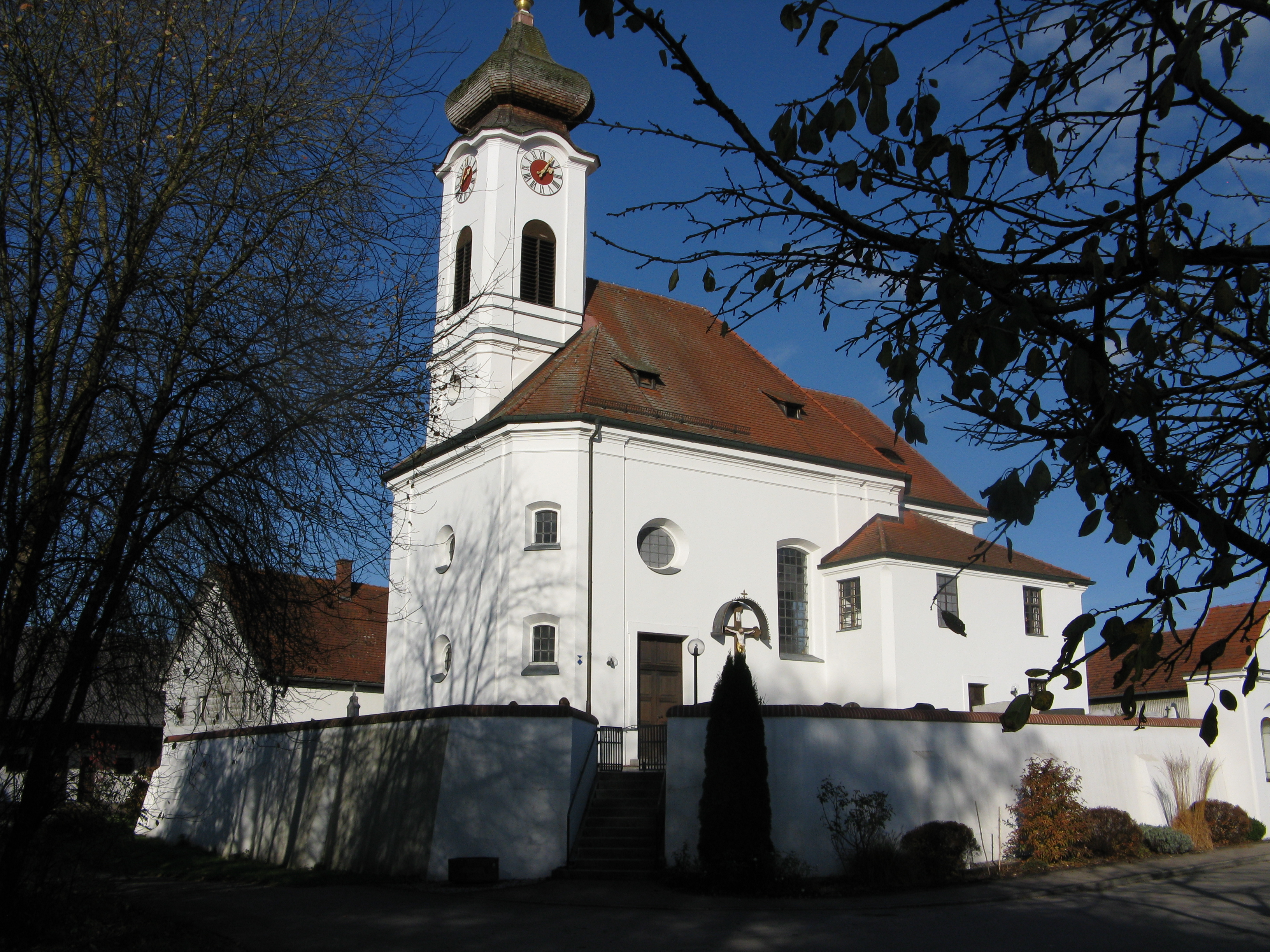
St. Vitalis in Sigmertshausen

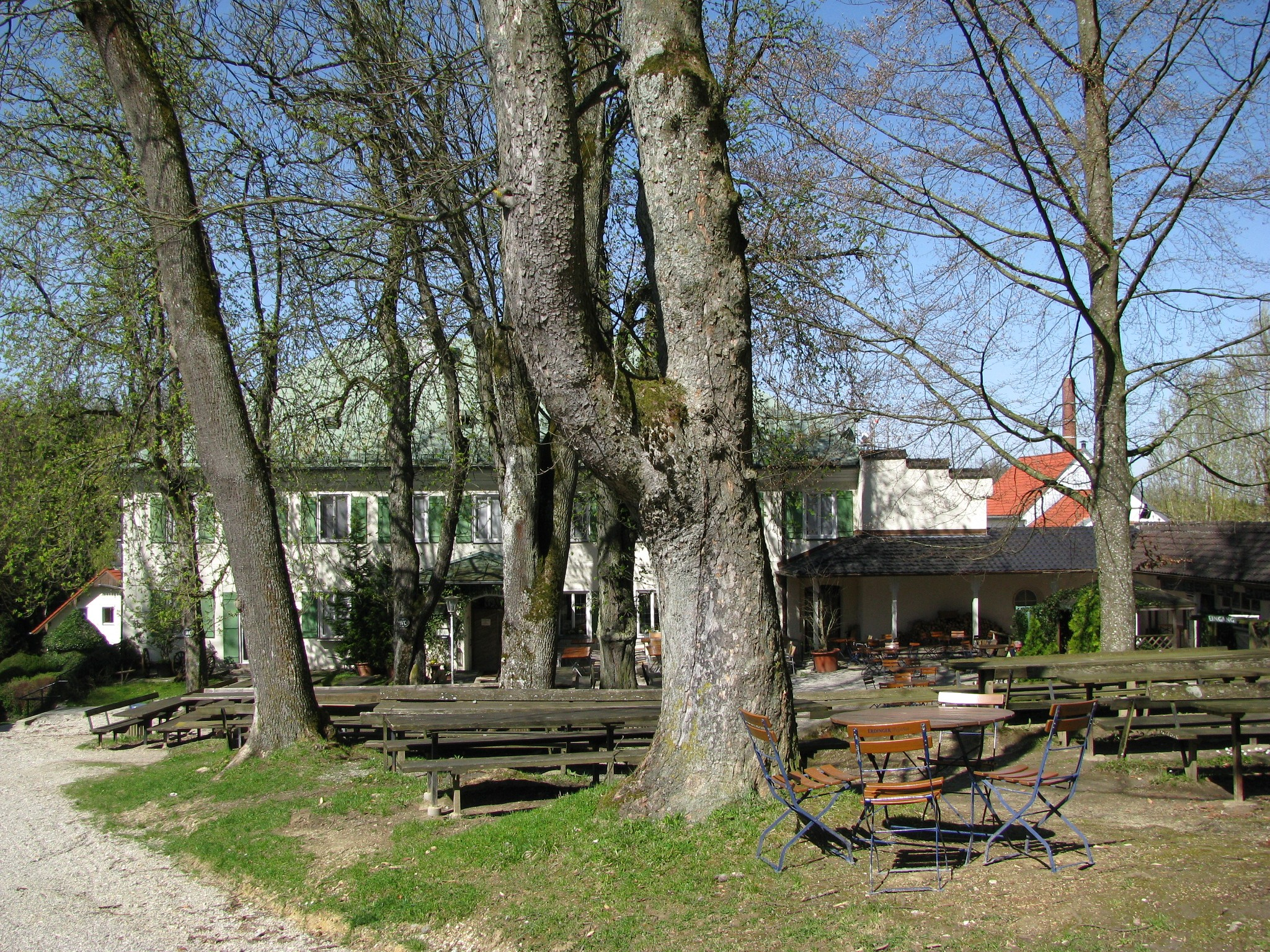
Biergarten Mariabrunn

Zum Marienwallfahrtsort wurde Sigmertshausen ab 1719, als der Hüterbub Thomas Hoffwürth eine Marienfigur aus Ton fand und sich bald darauf Gebetserhörungen einstellten. Das Gnadenbild wurde mit einem kostbaren Mantel bekleidet und es entwickelte sich bald eine florierende Wallfahrt. Schon 1723 wurden täglich vier bis sechs Messen für die Wallfahrer gelesen. 1755 ließ der damalige Hofmarksherr Ruffini eine neue Kirche erbauen, die St. Vitalis geweiht ist. In diesem Kirchenbau sind auch Mauern der früheren romanischen Kirche im Altarraum mit verwendet. Gebaut hat sie der bekannte Kirchen- und Klosterbaumeister Johann Michael Fischer. Die neue Kirche wurde 1779 geweiht.
Am Hochaltar ist das Gnadenbild und darüber ein Bild des Heiligen Vitalis bei seiner Aufnahme in den Himmel, unten links ist sein Martyrium dargestellt. Der Seitenaltar links zeigt den Heiligen Leonhard, rechts den Heiligen Franz Xaver (beide Altäre im Rokoko Stil, aus der Zeit der Erbauung der Kirche, die Altarbilder jedoch von A. Rick, von 1874). Das Deckengemälde von dem Augsburger Maler Franz Josef Degle zeigt, wie das Gnadenbild vom Röhrmooser Pfarrer in die Kirche von Sigmertshausen gebracht wird.
Die Wallfahrt ist in der Mitte des 19. Jahrhunderts erloschen. Neben dem Hauptaltar sind noch Votivgaben zu sehen. Die Kirche wurde 1980/81 außen und 1984 innen renoviert.

### Biergarten in Mariabrunn
Der Biergarten Mariabrunn zählt aufgrund seiner idyllischen Lage und der traditionellen Anlage mit alten Kastanien zur Sommerkühlung der Bierkeller der ehemaligen Brauerei zu den schönsten in der Region München. In Umfragen lokaler Zeitungen wurde das immer wieder bestätigt (z. B. AZ – Münchens schönster Biergarten).

## Wirtschaft und Infrastruktur

### Wirtschaft
2016 gab es nach der amtlichen Statistik 2332 sozialversicherungspflichtig Beschäftigte am Arbeitsort und 2787 Beschäftigte am Wohnort, so dass die Zahl der Auspendler um 455 höher war als die Zahl der Einpendler. Die Beschäftigtenzahl am Arbeitsort hat von 2011 bis 2016 um 243 zugenommen. Die Beschäftigten am Arbeitsort Röhrmoos verteilen sich 14 in der Land- und Forstwirtschaft, 114 im produzierenden Gewerbe, 160 im Bereich Handel und Verkehr, 49 bei Unternehmensdienstleistern und 1995 im öffentlichen und privaten Dienstleistungsbereich. 745 der Beschäftigten waren männlich, 1587 weiblich. 71 Einwohner waren zum Jahresende 2016 arbeitslos. Im Jahr 2010 bestanden 44 landwirtschaftliche Betriebe. 2443 ha waren landwirtschaftlich genutzt, davon 2244 ha Ackerfläche und 194 ha Dauergrünfläche. Die Flächenerhebung 2016 ergab 221 ha Siedlungsfläche, 128 ha Verkehrsfläche, 2126 ha Landwirtschafts- und 623 ha Waldfläche sowie 11 ha Gewässer.

### Verkehr
Die Bahnstrecke München–Treuchtlingen führt durch das Gebiet der Gemeinde, die hier einen Bahnhof hat, der an die S-Bahn München angeschlossen ist. In Röhrmoos besteht ein Unterwerk zur Bahnstromversorgung der Strecke.
Ein direkter Autobahnanschluss existiert nicht, jedoch ist die Gemeinde über die Ausfahrten A 92, Lohhof/Haimhausen, A 8, Dachau/Fürstenfeldbruck, sowie A 99, Ausfahrt München-Ludwigsfeld zu erreichen.

### Bildung
Im Jahr 2023 gab es folgende Einrichtungen:
- 4 Kindertageseinrichtungen mit 330 Plätze und 293 Kindern, davon 57 unter drei Jahren
- Gregor-Märkl-Grundschule mit zehn hauptamtlichen Lehrkräften und 198 Schülern (Schuljahr 2021/2022).[18]
- Johannes-Neuhäusler-Schule Schönbrunn, Privates Förderzentrum des Franziskuswerks Schönbrunn, Förderschwerpunkt geistige Entwicklung mit 140 Schülern und 25 hauptamtlichen Lehrkräften (Schuljahr 2021/2022).[19]

### Telekommunikation
Im Arzbacher Forst existiert ein 112 Meter hoher Richtfunkturm, der als Rohrgitterkonstruktion mit dreieckigem Querschnitt ausgeführt ist (Basis ca. 531 m ü. NHN). Er diente ursprünglich als Relaisstation des US-Militärs.

## Persönlichkeiten

### Ehrenbürger
- Paula Herzinger, Kommunalpolitikerin (seit 2015)
- Josef „Sepp“ Westermayr (1930–2019), Landwirt und Altbürgermeister (seit 2015)
- Gerhard Schmidbauer[21] (1946–2021), Technischer Oberamtsrat, Stv. Bürgermeister

### Söhne und Töchter des Orts
- Hermann Esser, (* 29. Juli 1900 in Röhrmoos; † 7. Februar 1981 in Dietramszell), nationalsozialistischer Politiker, bayerischer Wirtschaftsminister und Staatssekretär im Reichsministerium für Volksaufklärung und Propaganda
- Anni Biechl, (* 17. März 1940 in Großinzemoos), Leichtathletin, die bei den Olympischen Spielen 1960 die Silbermedaille in der 4-mal-100-Meter-Staffel gewann.

## Bilder

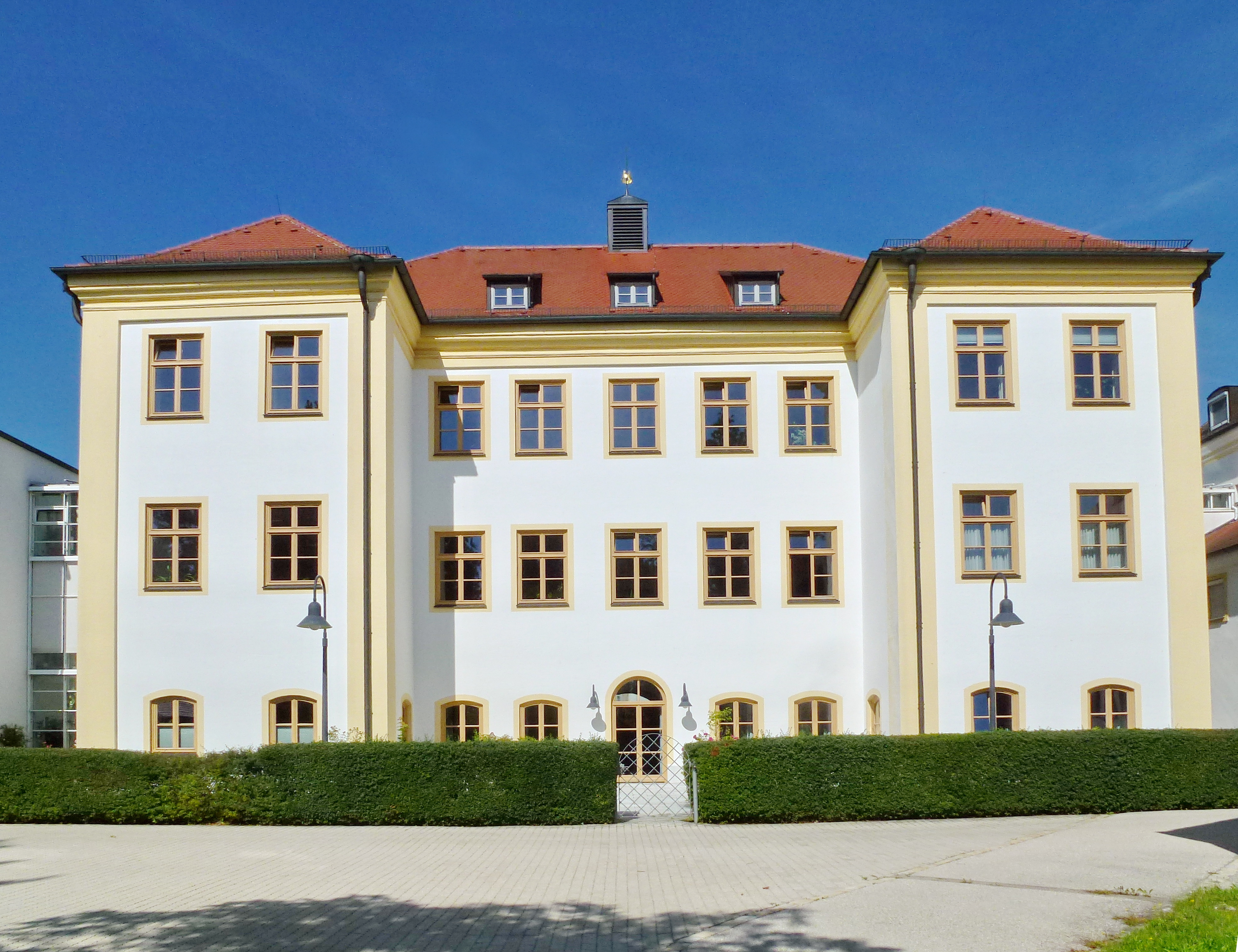
Schönbrunn, Ehemaliges Schloss (erbaut 1688)
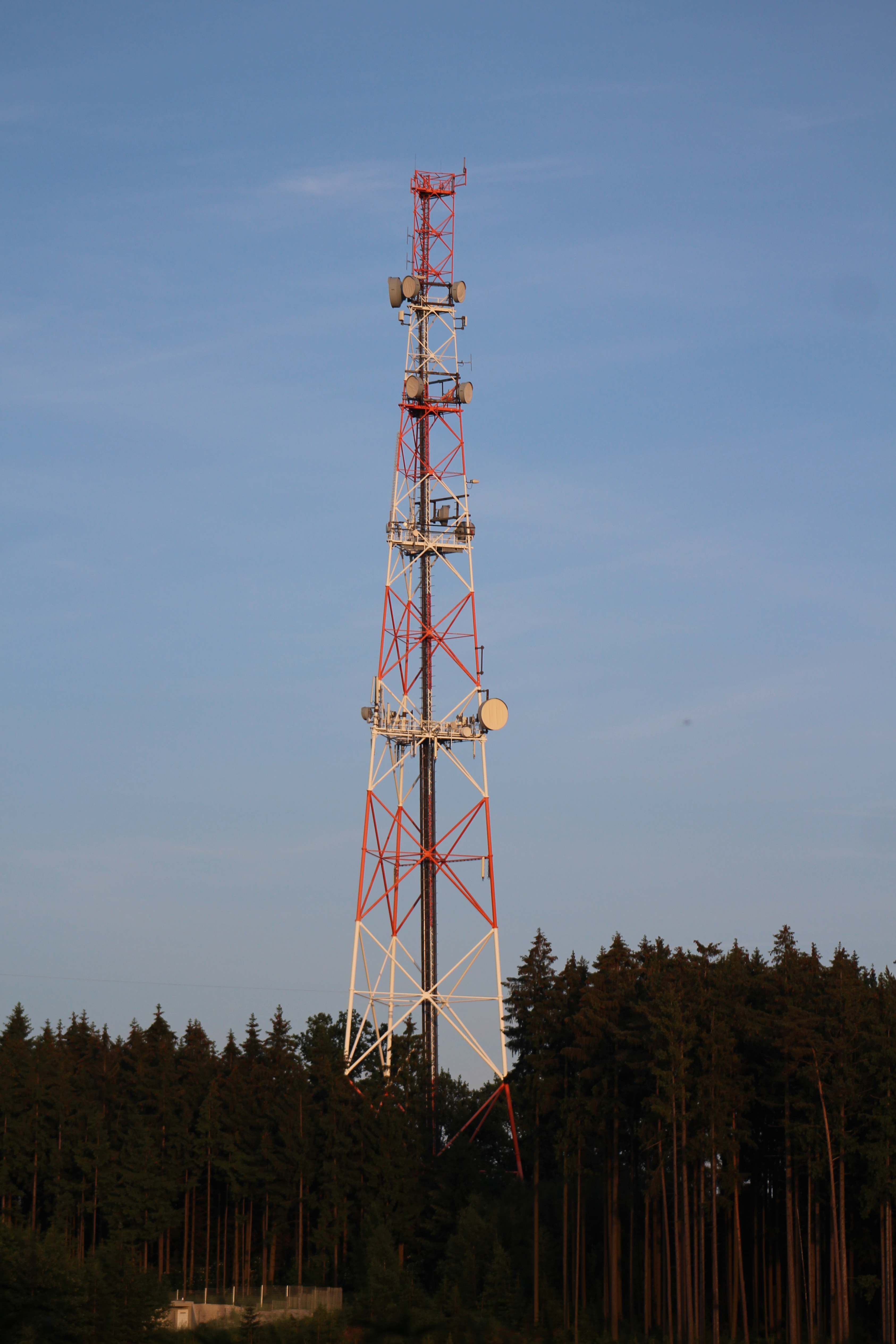
Richtfunkturm Arzbacher Holz
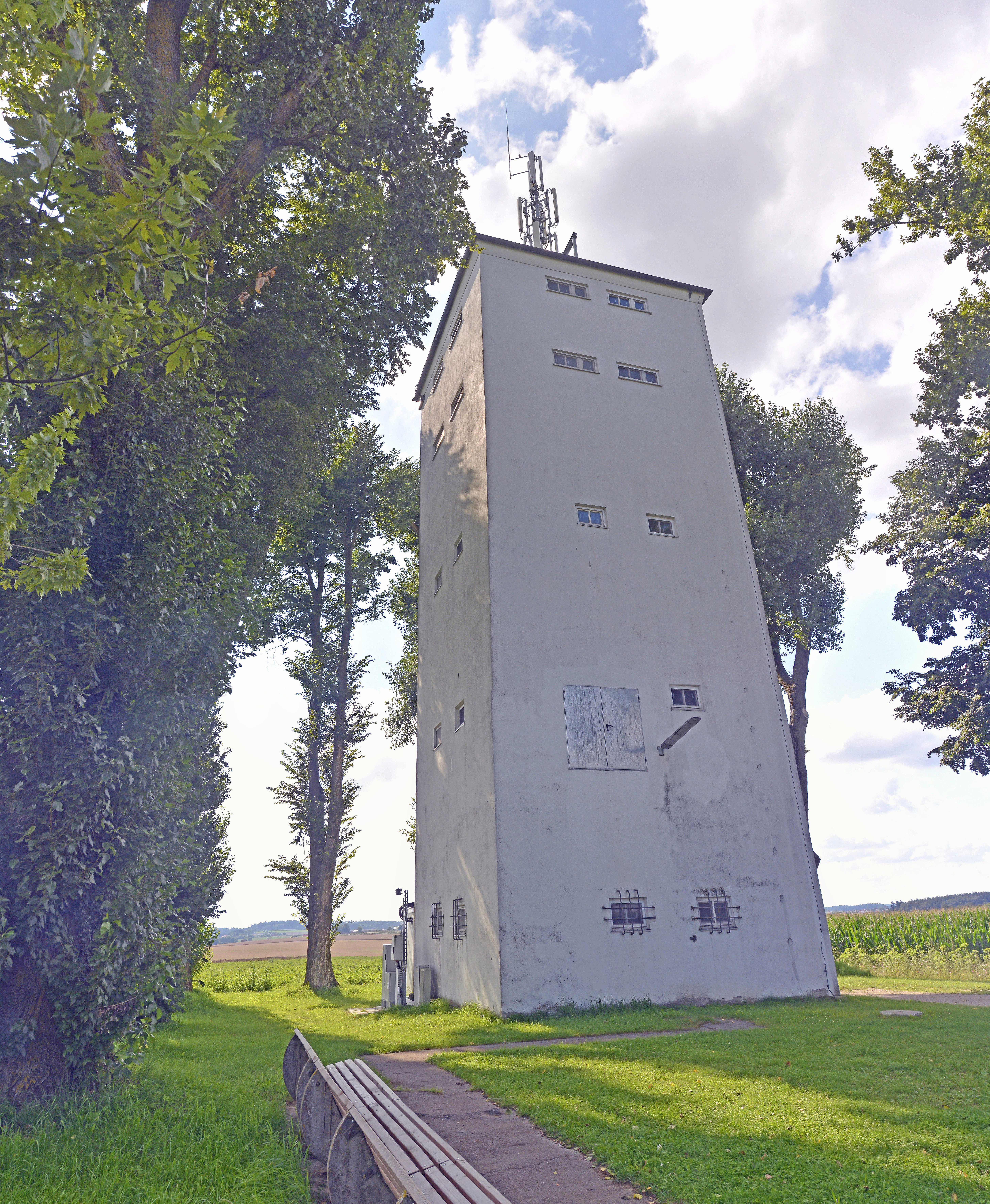
Ehemaliger Hochbunker der Luftwaffe bei Röhrmoos